# Östliche Rietzschke
Die Östliche Rietzschke ist ein Bach, der durch die südöstlichen und östlichen Stadtteile Leipzigs fließt. Sein Name leitet sich vom sorbischen Wort rěčka für „Bach“ ab. Wasserrechtlich ist es ein Gewässer II. Ordnung.

## Verlauf
Die Östliche Rietzschke beginnt ihren Lauf aus einigen Feldbächen gespeist in Zuckelhausen, durchfließt ein kleines Waldstück auf Probstheidaer Flur und bildet dann über eine weite Strecke die Grenze zwischen Probstheida und Zuckelhausen, zwischen Stötteritz und Holzhausen sowie zwischen Zweinaundorf und Holzhausen. Dann durchfließt sie die Stadtteile Zweinaundorf (hier mündet der von Baalsdorf kommende Hohe Graben), Mölkau und Stünz. Vom Sportplatz in Sellerhausen an ist sie 350 m verrohrt.

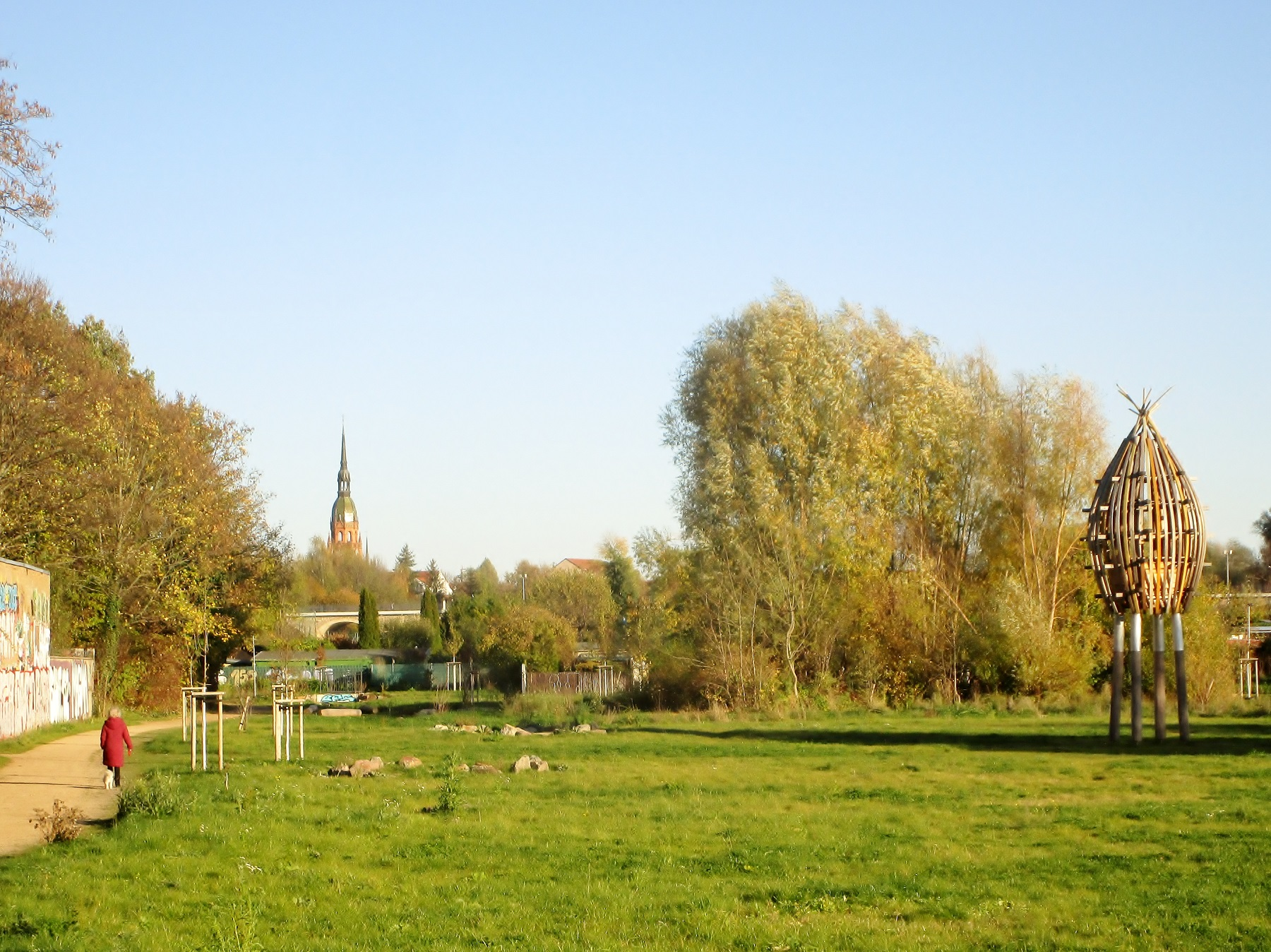
Rietzschkeaue südlich der Wurzener Straße

Dann folgte bisher ein Stück südlich der Wurzner Straße durch Kleingärten, bis sie in der Leipziger Kanalisation endet. Die Umgebung dieses letzten Stücks offenen Bachlaufs wurde 2021/2022 unter Aufgabe von 94 Kleingärten in eine 1,8 Hektar große öffentliche Grünfläche verwandelt und der Kanalisationseinlass neu gestaltet, wodurch die Hochwassergefahr für die verbliebenen Gärten reduziert wurde.
Ehemals floss sie von Sellerhausen aus weiter nach Westen über Volkmarsdorf, Reudnitz und Neuschönefeld bis zu ihrer Mündung in die Parthe am Gotischen Bad. Östlich von Reudnitz verlief längs dieses Flussabschnitts ein beliebter, mit Pappeln bestandener Spazierweg, der Poetengang. Dieser ganze Flussabschnitt wurde in den 1890er Jahren zur Ableitung der Abwässer der entstehenden Wohngebiete überwölbt und als östlicher Hauptsammler zur Kläranlage Rosental geführt. Der alte Verlauf ist noch an einigen Bodensenken erkennbar, so zum Beispiel jeweils im nördlichen Teil des Elsaparks und des Bernhardiplatzes.

## Weiteres
In den fruchtbaren Rietzschke-Auen wurde in früheren Jahrhunderten umfangreicher Gemüseanbau zur Versorgung der nahen Stadt Leipzig betrieben (Kohlgartendörfer). Noch bis in die 1980er Jahre existierte dort vereinzelt Landwirtschaft. Heute finden sich am Verlauf der Östlichen Rietzschke viele Schrebergartenanlagen, die noch ein wenig von der einst ländlichen Struktur der Landschaft erahnen lassen.
Das Gebiet um die Östliche Rietzschke gehört zu den Leipziger Landschaftsschutzgebieten.
Im Norden Leipzigs existiert ein ähnlich großer Bach namens Nördliche Rietzschke, der ebenfalls ein ehemaliger Zufluss der Parthe war.